# العكر (ذي السفال)

تعديل مصدري - تعديل

العكر هي إحدى قرى عزلة الأشراف بمديرية ذي السفال التابعة لمحافظة إب، بلغ تعداد سكانها 310 نسمة حسب تعداد اليمن لعام 2004.